# ژان یانسنس
ژان یانسنس (انگلیسی: Jean Janssens) دوچرخه‌سوار اهل بلژیک بود. او مدال برنز مسابقه دوچرخه‌سواری در بازی‌های المپیک تابستانی ۱۹۲۰ را به دست آورد.